# Gaswagen

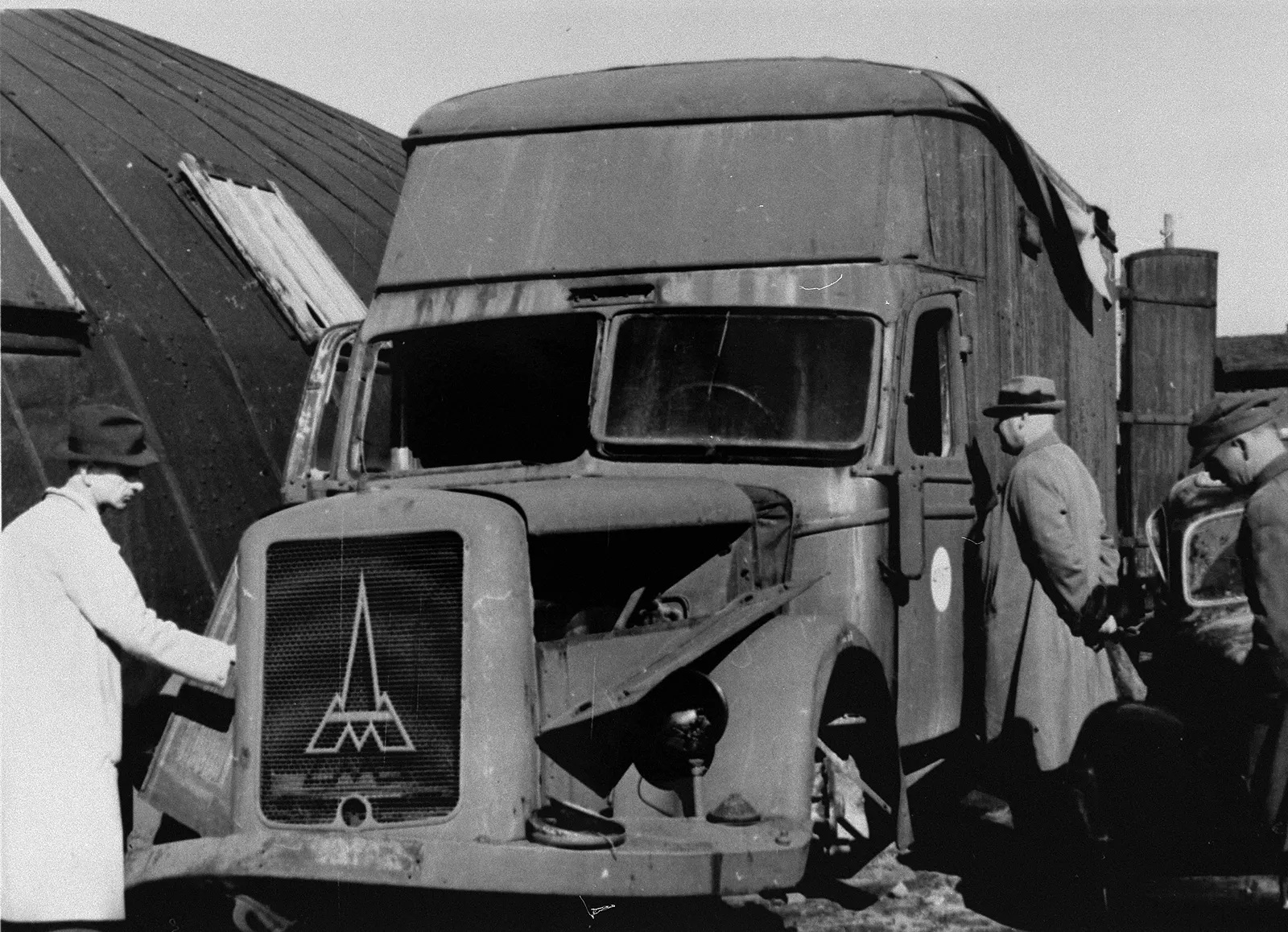
Uno dei Gaswagen Magirus-Deutz nel campo di sterminio di Chełmno, con i gas di scarico deviati nel compartimento posteriore sigillato dove le vittime venivano rinchiuse. Questo particolare furgone non fu modificato, ma dà una buona idea del processo.

Un Gaswagen (traducibile dal tedesco come "camion del gas", in russo душегубка?, dushegùbka) è un particolare tipo di autocarro senza finestre rinominato dai prigionieri "camion della morte" e dalle autorità del posto e dalla popolazione "macchina della morte", usato dai nazisti «per uccidere ebrei e altri prigionieri» che ha anticipato le camere a gas per lo sterminio di un grande numero di ebrei durante la seconda guerra mondiale; è difficile stimare il numero delle vittime, ma Yad Vashem parla di circa 700000 persone gassate.

## Ipotesi sull'utilizzo diGaswagennell'Unione Sovietica
Secondo alcuni autori inglesi, i sovietici usarono qualche prototipo di Gaswagen durante le grandi purghe staliniste negli anni trenta. Il capo della sezione moscovita del Commissariato del popolo per gli affari interni (NKVD) Isay D. Berg avrebbe avuto l'idea di soffocare gruppi di prigionieri con fumi provenienti dal motore di un camioncino apparentemente adibito al trasporto di pane, come alternativa alla fucilazione. I cadaveri gassati sarebbero poi finiti nelle fosse comuni di Bùtovo, dove si stima che un totale di circa 20000 condannati sarebbero stati sepolti e successivamente bruciati. Queste notizie sono state contestate, però, da altri storici: ad esempio, A. A. Milchakov sostiene che è difficile provare la paternità di Berg sul Gaswagen perché Berg fu a sua volta vittima della grande purga del 1939.

## Gaswagendurante il nazismo

Walter Rauff, uno tra gli ideatori dei Gaswagen.

I camion erano prodotti da imprese tedesche quali la Diamond, la Opel (in particolare il modello Blitz) e la Magirus-Deutz, nonché dalla austriaca Österreichische Saurerwerke. Il funzionamento era abbastanza semplice: il veicolo poteva contenere un certo numero di persone nel cassone posteriore sigillato internamente, in cui veniva fatto confluire il gas di scarico del motore; fungeva quindi da camera a gas, uccidendo le vittime stipate all'interno con l'azione del monossido di carbonio (CO).
Dato che i camion spesso necessitavano di manutenzione, i prigionieri potevano vedere come erano costruiti. Dalle loro testimonianze si sa che questi mezzi avevano un lungo tubo di scappamento collegato al vano di carico, e i condannati venivano asfissiati dai gas di scarico.
Il pavimento era costituito da assi di legno, come nelle future "docce a gas". Le pareti laterali di colore bianco avevano una porta stagna che non permetteva ai gas iniettati di fuoriuscire.
Robert Mohr, uno dei comandanti delle SS, può essere considerato uno degli artefici di questo tipo di camion. Alla sua unità che operava nei pressi di Stalino (oggi Donèc'k) furono assegnati alcuni Gaswagen, a proposito dei quali dichiarò:
(Robert Mohr)
Altro ufficiale nazista implicato nello sviluppo di questi mezzi di distruzione di massa fu Walter Rauff.
Si preferì usare questo sistema per eliminare i prigionieri fin dall'inizio. Per la mentalità nazista le fucilazioni di massa erano anti-economiche e richiedevano molto più tempo. Nonostante i suoi vantaggi rispetto alle armi tradizionali, questa tecnica presentava alcuni svantaggi. Il primo era la lentezza con cui i condannati morivano: ci volevano circa 20 minuti prima che rimanessero completamente asfissiati. Inoltre, la morte non era per nulla tranquilla; morendo, le vittime producevano forti urla, che disturbavano e potevano essere sentite anche da grandi distanze.
Negli anni il metodo fu abbandonato, poiché, data la sua lentezza, non riusciva a stare al passo con il ritmo e la logica di sterminio nazista. Per giunta, la procedura in sé e lo spostamento dei corpi inerti dai camion alle fosse comuni provocavano in alcuni addetti alle uccisioni la depressione e persino suicidi. Nel 1943 si scoprì che l'insetticida Zyklon B usato in agricoltura era in grado di velocizzare le operazioni di sterminio. Dopo alcuni studi della Bayer e della IG Farben si passò all'impiego di questo fitofarmaco nelle camere a gas.

### Esempi di utilizzo da parte dei nazisti

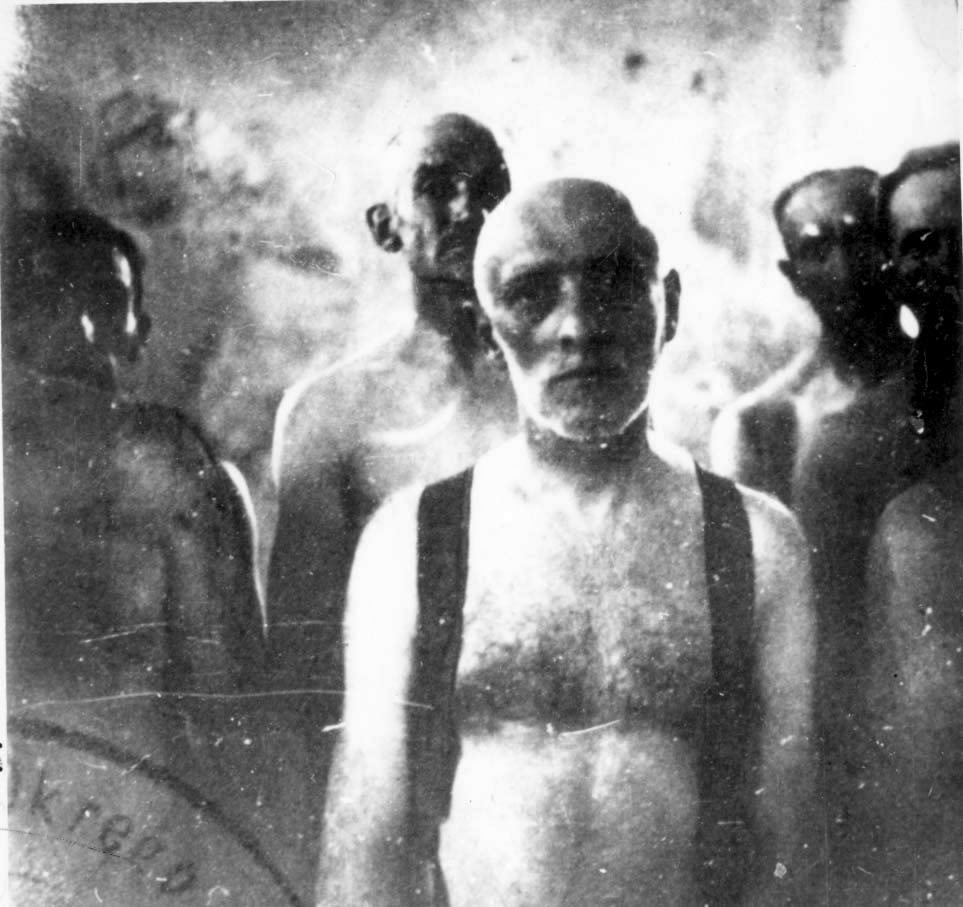
Alcuni prigionieri del campo di sterminio di Chełmno destinati ad entrare nei camion del gas.

#### Polonia

##### A Chełmno nad Nerem
Nel campo di sterminio di Chełmno, nei pressi del paesino di Chełmno nad Nerem, erano attivi tre (forse quattro) camion che venivano adoperati come camere a gas. Uno poteva contenere 150-175 persone (nel caso di bambini fino a 200) ed era probabilmente un Magirus. Gli altri due, in grado di trasportare 100 adulti, erano un Opel Blitz e un Diamond Reo.
In un archivio delle SS fu trovato un documento che recita: 

##### A Kozminek
A fine novembre 1941 a Koźminek 700 ebrei furono asfissiati mediante l'utilizzo dei Gaswagen, nel campo di Bornhagen.

#### Unione Sovietica

##### A Rostov
A Rostòv sul Don, in Russia, Mohr continuò le sue operazioni con i Gaswagen con l'aiuto di un tale di nome Heidelberger. Vennero uccisi con il gas anche dei soldati sovietici precedentemente catturati.

#### A Mineral'nye Vody
A Mineràl'nye Vòdy (Russia) i camion furono adoperati per sterminare gli ebrei. In particolare, tra il 9 e il 10 settembre del 1942 vennero uccisi circa 2000 ebrei, taluni fucilati, altri soffocati con il gas.

##### A Stalino
A Stalino in Ucraina Robert Mohr iniziò la sua sperimentazione con un Gaswagen, portato da Berlino per ordine dell'Ufficio Centrale per la Sicurezza del Reich dal SS-Hauptscharführer Sackenreuther, che svolse poi il solo compito di farlo funzionare. Il 30 settembre 1941 i veicoli furono messi a disposizione delle truppe. Tra il marzo e l'aprile 1942 grazie ad un camion di circa 5 tonnellate dalla capacità di circa 60 persone Mohr sterminò numerosi ebrei. Dopo l'uccisione le'Einsatzgruppen dovevano rimuovere i cadaveri, spesso sporchi di urina e feci, e buttarli in un pozzo di una miniera.

##### A Poltava
A Poltava, sempre in Ucraina, i Gaswagen entrarono in funzione a inizio novembre 1941.

##### A Minsk
Anche a Minsk (Bielorussia) furono usati i Gaswagen. Il 31 luglio 1942 il GeneralKommissar bielorusso Wilhelm Kube informò il suo superiore che nelle dieci settimane precedenti erano stati eliminati, anche mediante l'utilizzo dei camion, 55000 ebrei, 10000 solo a Minsk tra il 29 e il 30 luglio.

## Un dettagliato rapporto nazista sull'uso e lo scopo dei gaswagen
L'impiego dei Gaswagen per lo sterminio di ebrei e altri prigionieri doveva essere segreto, ma non rimase tale a causa di alcuni resoconti, regolarmente firmati dagli stessi nazisti e indirizzati ai loro superiori. Uno dei documenti più importanti ed esaustivi che ne descrivono l'uso, lo scopo e i problemi fu il rapporto dettagliato contenuto in una lunga missiva inviata a Walter Rauff, SS-Obersturmbannführer a Berlino, dal suo sottoposto SS-Untersturmführer August Becker, chimico dell'RSHA, mentre era a Kiev. Tale rapporto è riportato dallo storico tedesco Reimund Schnabel alle pagine 254 - 256 della sua opera Il disonore dell'uomo (titolo originaleːMacht ohne Moral); è classificato dal mittente come "pratica di Stato segreta", codificata come posta militare n. 37 704 B.n. 40/42 inviata da Kiev il 16 maggio 1942, e si riferisce in modo chiaro all'attività dei Einsatzgruppen.

### Contenuto del rapporto
Il dottor Becker parla dell'avvenuta revisione dei veicoli dislocati presso il gruppo D e C e lamenta che mentre le macchine della prima serie possono essere utilizzate anche in condizioni meteorologiche sfavorevoli, le Saurer della seconda serie soffrono le precipitazioni perché slittano anche con una piccola pioggia di appena mezz'ora. Suggerisce come soluzione di adoperarle solo nel luogo di esecuzione, che in genere distava 10-15 km dalle vie di comunicazione, era già di per sé poco accessibile e diventava davvero problematico se poi pioveva. Quindi fa notare che «quando si portano in questo luogo i giustiziandi, essi si rendono subito conto di quanto sta per accadere e si inquietano, il che deve essere nei limiti del possibile evitato». L'unico metodo, secondo Becker, era «caricarli sul posto di raccolta e quindi portarli via». Comunica di aver fatto mimetizzare i gaswagen del gruppo D come "carrozzoni viaggianti" con una o due imposte, visto che la popolazione del luogo e le autorità, appena le vedevano comparire, «le definivano macchine della morte». Aggiunge che, a suo avviso, seppur camuffate, non potranno essere tenute segrete a lungo.
Segue una descrizione di manicotti rotti e della colata di due nuovi manicotti, dopo aver fatto creare una forma ottenuta dalla gente del luogo, convinta con "la persuasione e la corruzione", mentre per i guasti minori avrebbero provveduto "le nostre officine" con i tecnici dei Kommandos o dei gruppi d'azione.
Il rapporto prosegue: «Ho inoltre disposto che nei limiti del possibile tutti gli uomini stiano lontano dalle macchine durante le gasazioni perché non risentano degli eventuali gas che fuoriescono [...] Ho fatto rilevare ai comandanti del Sonderkommandos quali enormi danni psichici e igienici questo lavoro possa comportare per gli uomini, se non subito, più tardi. Gli uomini si lamentano con me di dolori di testa che insorgono dopo ogni scarico. Ciò nonostante non si intende rinunciare a questa disposizione, perché si teme che, affidando il lavoro ai detenuti, questi possono approfittare di un momento favorevole e fuggire [...]»
Becker chiede quindi istruzioni su come risolvere il problema, lamentando per ultimo che le gasazioni non vengono fatte secondo le regole: «Per finire l'azione al più presto, i conduttori fanno andare il motore a tutto gas. In questo modo i giustiziandi muoiono per soffocamento e non, come previsto, per assopimento. Ho dimostrato che, manovrando le leve in modo giusto, la morte subentra più in fretta e i detenuti si addormentano placidamente. Non si sono più visti, come per il passato, volti contratti né escrezioni.
Nel corso della giornata odierna continua il mio viaggio verso il gruppo B, dove potranno pervenirmi ulteriori notizie - f.to dottor Becker, SS-Untersturmführer»